# Arma antibunker

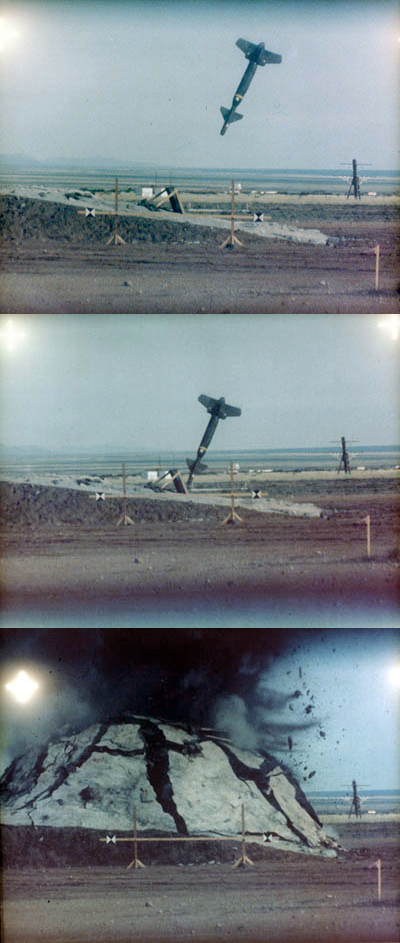
Uma GBU-24, uma munição guiada de precisão americana.

Arma anti-bunker é um tipo de munição, disparada por meio de projéteis de artilharia ou em forma de bombas e mísseis, projetada para penetrar alvos endurecidos ou  enterrados no subsolo, como bunkers militares. Na imprensa brasileira, a bomba ou a arma também é conhecida como "destruidora de bunker”.